# Ericameria lignumviridis
Ericameria lignumviridis là một loài thực vật có hoa trong họ Cúc. Loài này được (S.L.Welsh) G.L.Nesom mô tả khoa học đầu tiên năm 1995.